# Сампаджання
Сампаджання (пали sampajañña, санскр. saṃprajanya) — термин, имеющий центральное значение для медитативной практики во всех буддийских традициях. Он относится к ментальному процессу, посредством которого человек постоянно контролирует свое тело и ум. В практике шаматхи основная функция сампаджання — отмечать возникновение вялости и возбуждения. В текстах часто встречается в паре «внимательность/осознанность и самоанализ» или «внимательность и ясное понимание/видение» (пали sati/sampajañña, санскр. smṛti/saṃprajanya).

## Перевод и трактовка
В английской литературе этот термин переводится как «непрерывность», «ясное понимание», «ясное знание», «постоянное глубокое понимание непостоянства», «полная бдительность» или «полное понимание/осознание», «внимание, рассмотрение, различение, понимание, осмотрительность» и самоанализ.
Этот термин тесно связан с термином сати, который переводится как «внимательность» и часто встречается в паре с ним. В описаниях практики развития медитативной поглощённости (дхьяна) сати означает фактор внимательности, который привязывает ум к объекту, а сампаджання — фактор, который наблюдает не отклонился ли ум от наблюдаемого объекта. 

## В Палийском каноне
Ясное понимание чаще всего упоминается Буддой в тандеме с практикой внимательности в Сатипаттхана-сутте МН10:
Вот, монахи, монах пребывает в созерцании тела как тела, будучи решительным, бдительным, осознанным, устранив алчность и грусть к миру. Он пребывает в созерцании чувств как чувств, будучи решительным, бдительным, осознанным, устранив алчность и грусть к миру. Он пребывает в созерцании ума как ума, будучи решительным, бдительным, осознанным, устранив алчность и грусть к миру. Он пребывает в созерцании умственных феноменов как умственных феноменов, будучи решительным, бдительным, осознанным, устранив алчность и грусть к миру.
Ясное понимание развивается из внимательности к дыханию (анапанасати) и впоследствии присутствует в тандеме с внимательностью ко всем четырём сатипаттханам. 

## Канонический комментарий
Никаи не уточняют, что Будда имел в виду под сампаджаньей, однако в палийских комментариях говорится о четырёх аспектах ясного понимания, которые подразумевают применение осознанности на практике.
- Первый аспект — цель (пали sātthaka), т. е. будет ли действие соответствовать собственным и чужим интересам; его главный критерий — ведёт ли оно к росту дхармы.
- Второй аспект — уместность (пали sappāya): соответствует ли действие моменту, месту и личным возможностям; его главный критерий — умелое применение правильных средств (пали upāyakosalla).
- Третий — область медитации (пали gocara): т.е. любой опыт должен стать предметом внимательного осознания.
- Четвёртый — это отсутствие заблуждения (пали asammoha): т. е. признание того, что кажущееся действиями человека, на самом деле является безличным рядом ментальных и физических процессов; этот аспект сампаджання помогает противостоять тенденции воспринимать все события с личностной точки зрения.

Таким образом, сампаджання расширяет порождаемую осознанностью ясность мысли путем привлечения дополнительных факторов правильного знания (пали jñāna) или мудрости (пали prajñā).

## Современный комментарий
В переписке с Б. Аланом Уоллесом Бхикку Бодхи описал взгляды Ньянапоники Тхеры на правильную внимательность и сампаджання следующим образом:
Я должен добавить, что сам Дост. Ньянапоника считал, что термин «голое внимание» не передаёт всё значение сатипаттханы, но представляет лишь одну, начальную фазу в медитативном развитии правильной внимательности. По его мнению в надлежащей практике правильной осознанности сати должно быть интегрировано с сампаджаньей, ясным пониманием, и только когда эти два аспекта работают вместе, правильная осознанность может выполнить свое предназначение.